# Marija Stiepanowa
Marija Aleksandrowna Stepianowa (ros. Мария Александровна Степанова; ur. 23 lutego 1979 w Szpakowskoje) – rosyjska koszykarka, reprezentantka Rosji, grająca na pozycji środkowej.
W 1998 zadebiutowała w WNBA, w drużynie Phoenix Mercury. Została wybrana z numerem 8.
Obecnie występuje w UMMC Jekaterynburg.

## Kariera

### WNBA
- 1998-2001 oraz 2005 Phoenix Mercury

### Europa
- 1994-1996  Sankt Petersburg
- 1996-1999  CSKA Moskwa
- 1999-2002  BK Gambrinus Brno
- 2002-2003  MiZo Pecs
- 2003-2007  Wołgaburmasz Samara
- 2007-2008  CSKA Moskwa
- 2008-      UMMC Jekaterynburg

## Osiągnięcia

### WNBA
- Liderka w blokach WNBA (2005)

### Klubowe
- Mistrzyni:
  - Euroligi (2005)
  - Rosji (1997, 2004–2006, 2009–2011)
- zdobywczyni pucharu Rosji (2004, 2006–2011)

### Indywidualne
- Koszykarka Roku FIBA Europe (2005, 2006, 2008)
- Uczestniczka meczu gwiazd rosyjskiej ligi męskiej i żeńskiej (2006)[1]

### Reprezentacyjne
Drużynowe
- Mistrzyni Europy (2003, 2007, 2011)
- Wicemistrzyni:
  - świata (1998, 2006)
  - Europy (2001, 2005, 2009)
- Brązowa medalistka:
  - mistrzostw Europy (1999)
  - igrzysk olimpijskich (2004, 2008)

Indywidualne
- MVP:
  - igrzysk olimpijskich (2004)
  - Eurobasketu (2005)
- Zaliczony do I składu mistrzostw:
  - świata (2006)
  - Europy (2005, 2007, 2011)
- Liderka:
  - mistrzostw świata w bokach (2006 – 2,1)[2]
  - Eurobasketu w skuteczności rzutów z gry (2005 – 53,1%)[3]